# عباس عبدي
عباس عبدي (بالفارسية: عباس عبدی) هو مهندس وصحفي وسياسي إيراني، ولد في 1 أكتوبر 1956 في طهران في إيران. نشط حزبياً في جبهة المشاركة.